# Eptesicus fuscus
Eptesicus fuscus је врста слепог миша из породице вечерњака (лат. Vespertilionidae).

## Распрострањење
Ареал врсте Eptesicus fuscus обухвата већи број држава у централној и северној Америци. Врста има станиште у Канади, Бразилу, Колумбији, Бахамским острвима, Барбадосу, Доминици, Сједињеним Америчким Државама, Мексику, Венецуели, Панами, Никарагви, Костарици, Гватемали, Хондурасу, Белизеу, Куби, Јамајци, Хаитију, Доминиканској Републици, Порторику и Коморима.

## Станиште
Станиште врсте су грађевине, напуштени рудници, шуме.

## Угроженост
Ова врста је наведена као последња брига, јер има широко распрострањење и честа је врста.